# دينت دي جامان
دينت دي جامان (بالإنجليزية: Dent de Jaman)‏ هو أحد جبال سلسلة جبال الألب البرنية وجزء من القمة الأم روشيرس دي ناي يقع في كانتون فود, سويسرا. يبلغ ارتفاع الجبل حوالي 1875 متر، بينما يبلغ ارتفاع نتوء الجبل 130 متر.